# Our Knowledge of the External World
Our Knowledge of the External World is een in 1914 gepubliceerd boek van de Britse filosoof Bertrand Russell. Het is de gedrukte versie van een reeks lezingen - de Lowell lectures - die hij in de lente van 1914 in Boston gaf. Zijn bedoeling was om door voorbeelden de aard, de mogelijkheden, en de beperkingen van het logisch-analytisch denken van de filosofie aan te tonen.
Dit filosofisch boek begint met de volgende beroemde intentieverklaring:
Philosophy, from the earliest times, has made greater claims, and achieved fewer results than any other branch of learning ... I believe that the time has now arrived when this unsatisfactory state of affairs can be brought to an end
Filosofie heeft, meer dan enig ander leergebied, geclaimd (iets gepresteerd te hebben) terwijl de resultaten uitbleven.... Ik ben ervan overtuigd dat nu de tijd gekomen is om een einde te maken aan deze onbevredigende gang van zaken.

## Achtergrond
Russel had gedurende een tiental jaren hard gewerkt aan een fundering voor de wiskunde. The Principles of Mathematics verscheen in 1903 en Principia Mathematica (in samenwerking met Alfred North Whitehead) in de periode 1910-1913. Vervolgens richtte hij zijn aandacht opnieuw op het probleem van de materie. Hij had aan het begin van 1913 een uitnodiging gekregen tot het geven van een lezing en nadat zijn voorstel voor een lezing over goed en kwaad was afgewezen besloot hij als onderwerp "popular lectures on the scientific method" te kiezen. Vooraleer hij dit kon aanpakken, zo oordeelde hij, dienden echter een aantal epistemologische problemen opgelost te worden. Zo kwam het dat Russell in 1913 besloot om een baanbrekend werk over epistemologie te schrijven, gelijkaardig aan wat hij voor de wiskunde had gedaan. Hij begon eraan in mei van dat jaar en had reeds een manuscript van 350 bladzijden bij elkaar geschreven toen hij zijn leerling Wittgenstein ontmoette. Deze reageerde echter bijzonder negatief na het lezen van enkele pagina's, en Russell was daar zo van onder de indruk dat hij het project voorlopig opgaf. In oktober van dat jaar begon hij aan een revisie. Tegen november kregen de Lowell lectures hun definitieve vorm.

## Inhoud
De inhoud in acht hoofdstukken reflecteert de acht lezingen die Russell in 1914 over het onderwerp gaf:
1. Current Tendencies  - (Huidige tendenzen)
2. Logic as the Essence of Philosophy - (Logica als essentie van de filosofie)
3. On Our Knowledge of the External World  - (Over onze kennis van de externe wereld)
4. The World of Physics and the World of Sense  - (De wereld van de fysica en de wereld van de zintuigen)
5. The Theory of Continuity  - (De theorie van de continuïteit)
6. The Problem of Infinity Considered Historically  - (Het probleem van de oneindigheid historisch beschouwd)
7. The Positive Theory of Infinity  - (De positieve theorie van oneindigheid)
8. On the Notion of Cause, with Applications to the Free-Will Problem - (Over het begrip oorzaak, met toepassingen op het probleem van de vrije wil)